# Dichocrocis nigrilinealis
Dichocrocis nigrilinealis là một loài bướm đêm trong họ Crambidae.